# Lutz Rohleder
Lutz Rohleder (* 10. Juni 1935 in Bunzlau, Provinz Niederschlesien; † 21. Januar 2000 in Berlin) war ein deutscher Politiker (SPD).
Lutz Rohleder besuchte eine Mittelschule und machte eine kaufmännische Lehre. Er trat 1953 der SPD bei und arbeitete ab 1957 als kaufmännischer Angestellter bei der West-Berliner BEWAG. 1965 rückte er in die Bezirksverordnetenversammlung (BVV) im Bezirk Spandau nach. Da Wilhelm Urban im September 1972 aus dem Abgeordnetenhaus von Berlin ausschied, rückte Rohleder im Parlament nach. Bei der Berliner Wahl 1975 schied er aus dem Abgeordnetenhaus aus und wurde wieder bis 1989 Mitglied der BVV Spandau.
Rohleder wurde 1983 mit dem Bundesverdienstkreuz geehrt.